# Josef Frank (architect)

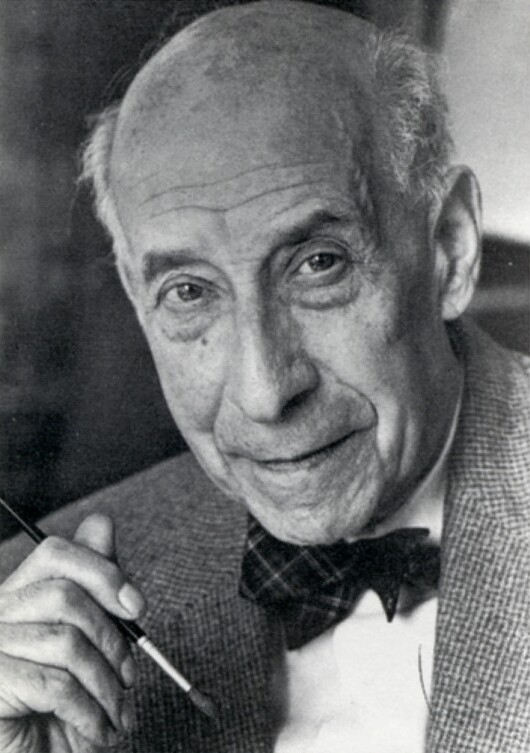
Josef Frank

Josef Frank (Baden bei Wien, 15 juli 1885 - Stockholm, 8 januari 1967) was een Oostenrijks / Zweedse architect en designer van Joodse afkomst. Hij werkte samen met Oskar Strnad en werd gekoppeld aan de Wiener Kreis. In 1933 verhuisde hij naar Zweden, waar hij werkte voor het Svenskt Tenn designbedrijf en produceerde talrijke designobjecten tot aan zijn dood. In 1965 won hij de Grote Oostenrijkse Staatsprijs voor de architectuur.